# Hervelle
Hervelle (llamada oficialmente Ervelle) es una aldea española situada en la parroquia de Conforto, del municipio de Puente Nuevo, en la provincia de Lugo, Galicia.

## Demografía
| Gráfica de evolución demográfica de Hervelle entre 2000 y 2020 |
|                                                                |
| Datos según el nomenclátor publicado por el INE.               |